# Kiewer Pektorale
Kiewer Pektorale (ukrainisch Київська пектораль) ist der Preis für Theaterkunst in der Ukraine, der 1992 vom Nationalverband der Theaterschaffenden der Ukraine (ukrainisch Національна спілка театральних діячів України) und dem Hauptamt für Kultur der Stadt Kiew gegründet wurde. Die Mitbegründer des „Kiewer Pektorales“ waren die Schauspieler Nikolai Gubenkow, Mychajlo Tschemberschi, Mykola Ruschkowskyj, Semen Hrin und Timur Ibraimow.
„Kiewer Pektorale“ ist der älteste Theaterpreis im postsowjetischen Raum. Der „Kiewer Pektorale“-Preis war ein Vorbild für die Schaffung der russischen Theaterpreise wie „Goldene Maske“, „Kristall Turandot“ und „Möwe“, die später entstanden sind.

## Geschichte
Die erste Preisverleihung fand am 27. März 1993 statt. Da wurden die theatralische Leistungen in der Spielsaison 1991–1992 gewürdigt. Traditionell ist die Preisverleihung mit der Feier des Welttages des Theaters verbunden.
Die feierliche Preisverleihung fanden am Anfang in den Räumlichkeiten des Nationalen Iwan-Franko-Schauspielhauses statt. Die Preisträger werden mit einer goldenen Statue, einer Ehrenurkunde und einem Geldpreis ausgezeichnet.
Der „Kiewer Pektorale“-Preis wird in den Kategorien beste Theateraufführung, beste Aufführung für die Kammerbühne, beste Aufführung des Musiktheaters, beste Aufführung für Kinder, beste Theaterregie, beste Hauptdarstellerin, bester Hauptdarsteller, beste Nebendarstellerin, bester Nebendarsteller, bestes Bühnenbild, beste musikalische Gestaltung / musikalisches Konzept, beste Choreografie regulär jedes Jahr vergeben. Der Preis „Für besonderen Beitrag zur Entwicklung der Theaterkunst“ wird separat verliehen. Besondere Auszeichnungen werden nicht jedes Jahr verliehen bzw. nur nach Bedarf. Die Zahl der Kategorien und der Preisträger ist vom Jahr zu Jahr unterschiedlich.

## Kategorien und Preisträger

### Beste Theateraufführung
| Preis- verleihung             | Datum             | Ort                                                                                    | Kategorie: Beste Theateraufführung |
| ----------------------------- | ----------------- | -------------------------------------------------------------------------------------- | --- |
| I. Kiewer Pektorale 1991–1992 | 27. März 1993     | Nationales Iwan-Franko-Schauspielhaus                                                  | „Dame ohne Kamelien“ von Terence Rattigan, Regie Roman Wiktjuk (Nationaltheater des Dramas Lessja-Ukrajinka) „Candide oder der Optimismus“ von Leonard Bernstein nach Voltaire, Regie Wladimir Petrow (Nationaltheater des Dramas Lessja Ukrajinka) |
| II. Kiewer Pektorale-1993     | 27. März 1994     | Nationales Iwan-Franko-Schauspielhaus                                                  | „Duchess“ nach James Joyce „Ulysses“, Regie Oleg Lipzin (Theater-Studio „Theaterclub“) |
| III. Kiewer Pektorale-1994    | 27. März 1995     | Nationales Iwan-Franko-Schauspielhaus                                                  | „Schüsse im Herbstgarten“ Anton Tschechow, Regie Waleri Biltschenko (Experimentelles Theater-Studio) |
| IV. Kiewer Pektorale-1995     | 27. März 1996     | Nationales Iwan-Franko-Schauspielhaus                                                  | „Träume von Kobsar“ von Taras Schewtschenko, Regie Walentyn Kosmenko-Delinde (Nationales Iwan-Franko-Schauspielhaus) |
| V. Kiewer Pektorale-1996      | 27. März 1997     | Nationales Iwan-Franko-Schauspielhaus                                                  | „Die Komödie über den Charme der Sünde“ von Niccolò Machiavelli, Regie Jurij Odynokyj (Das Kiewer Akademische Theater für Drama und Komödie am linken Ufer des Dnjepr)                                                                              |
| VI. Kiewer Pektorale-1997     | 27. März 1998     | Nationales Iwan-Franko-Schauspielhaus                                                  | „Der kleine Dämon“ Fjodor Sologub, Regie Jurij Odynokyj (Das Kiewer Akademische Theater für Drama und Komödie am linken Ufer des Dnjepr) |
| VII. Kiewer Pektorale-1998    | 27. März 1999     | Nationales Iwan-Franko-Schauspielhaus                                                  | „In den Steppen der Ukraine“ Oleksandr Kornijtschuk, Regie Witalij Malachow (Das Kiewer akademische Dramatheater am Podol) |
| VIII. Kiewer Pektorale-1999   | 27. März 2000     | Nationales Iwan-Franko-Schauspielhaus                                                  | „Kin IV“ von Grigori Gorin nach Alexandre Dumas der Ältere „Kean oder Unordnung und Genie“, Regie Anatolij Chostikojew (Nationales Iwan-Franko-Schauspielhaus)                                                                                      |
| IX. Kiewer Pektorale-2000     | 27. März 2001     | Nationales Iwan-Franko-Schauspielhaus                                                  | „Bruder Chichikov“ von Nina Sadur nach Nikolai Gogol „Die toten Seelen“, Regie Oleksandr Dsekun (Nationales Iwan-Franko-Schauspielhaus) |
| X. Kiewer Pektorale-2001      | 27. März 2002     | Nationales Iwan-Franko-Schauspielhaus                                                  | „Der nackte Wahnsinn“ (englisch Noises Off) von Michael Frayn, Regie Jurij Odynokyj (Kiewer Akademische Theater für Drama und Komödie am linken Ufer des Dnjepr)                                                                                    |
| XI. Kiewer Pektorale-2002     | 27. März 2003     | Nationales Iwan-Franko-Schauspielhaus                                                  | „Die Heirat“ von Nikolai Gogol, Regie Jurij Odynokyj (Kiewer Akademische Theater für Drama und Komödie am linken Ufer des Dnjepr) |
| XII. Kiewer Pektorale-2003    | 27. März 2004     | Nationales Iwan-Franko-Schauspielhaus                                                  | „Onkel Wanja“ von Anton Tschechow, Regie Witalij Malachow (Das Kiewer akademische Dramatheater am Podol) |
| XIII. Kiewer Pektorale-2004   | 27. März 2005     | Nationales Iwan-Franko-Schauspielhaus                                                  | „Die Brüder Karamasow“ von Fjodor Dostojewski, Regie Jurij Odynokyj (Nationales Iwan-Franko-Schauspielhaus) |
| XIV. Kiewer Pektorale-2005    | 27. März 2006     | Nationales Iwan-Franko-Schauspielhaus                                                  | „Romeo und Julia“ von William Shakespeare, Regie Oleksij Lissowez (Kiewer Akademische Theater für Drama und Komödie am linken Ufer des Dnjepr) |
| XV. Kiewer Pektorale-2006     | 27. März 2007     | Nationales Iwan-Franko-Schauspielhaus                                                  | „Carmen. TV“ nach Georges Bizet Carmen, Regie Radu Poklitaru („Kiew Modern-Ballet“) |
| XVI. Kiewer Pektorale-2007    | 27. März 2008     | Nationales Iwan-Franko-Schauspielhaus                                                  | „Die vierte Schwester“ von Janusz Głowacki, Regie Stanislaw Mojssejew („Kiewer Nationale Akademische Junge Theater“) |
| XVII. Kiewer Pektorale-2008   | 27. März 2009     | Nationales Iwan-Franko-Schauspielhaus                                                  | „Alle Tage ist kein Sonntag“ von Alexander Ostrowski, Regie Oleksij Lissowez (Kiewer Akademische Theater für Drama und Komödie am linken Ufer des Dnjepr)                                                                                           |
| XVIII. Kiewer Pektorale-2009  | 27. März 2010     | Nationales Iwan-Franko-Schauspielhaus                                                  | „Tote Seelen“ von Nikolai Gogol, Regie Ihor Slawynskyj (Das Kiewer akademische Dramatheater am Podol) |
| XIX. Kiewer Pektorale-2010    | 27. März 2011     | Nationales Iwan-Franko-Schauspielhaus                                                  | „Der Grieche Zorba“ von Nikos Kazantzakis, Regie Witalij Malachow (Nationales Iwan-Franko-Schauspielhaus) |
| XX. Kiewer Pektorale-2011     | 26. März 2012     | Nationales Iwan-Franko-Schauspielhaus                                                  | „Letzten Sommer in Tschulimsk“ von Alexander Wampilow, Regie Witalij Malachow (Das Kiewer akademische Dramatheater am Podol) |
| XXI. Kiewer Pektorale-2012    | 25. März 2013     | Nationales Iwan-Franko-Schauspielhaus                                                  | „Opiskin. Thoma!“ nach Fjodor Dostojewski „Das Gut Stepantschikowo und seine Bewohner“, Regie Oleksij Lissowez (Kiewer Akademische Theater für Drama und Komödie am linken Ufer des Dnjepr)                                                         |
| XXII. Kiewer Pektorale-2013   | 24. März 2014     | Nationales Iwan-Franko-Schauspielhaus                                                  | „Morituri te salutant“ von Wassyl Stefanyk, Regie Dmytro Bohomasow (Nationales Iwan-Franko-Schauspielhaus) |
| XXIII. Kiewer Pektorale-2014  | 23. März 2015     | Kiewer Nationales akademisches Theater der Operette                                    | „Ein herzlicher Spaß oder eine Mütze mit Karpfen“ Juri Kowal, Regie Dmytro Bohomasow (Kiewer Akademische Theater für Drama und Komödie am linken Ufer des Dnjepr)                                                                                   |
| XXIV. Kiewer Pektorale-2015   | 28. März 2016     | Säulensaal der Kiewer Stadtverwaltung                                                  | „Oskar“ nach Éric-Emmanuel Schmitt „Oskar und die Dame in Rosa“, Regie Mychajlo Uryzkyj (Kiewer Kommunales Puppentheater) |
| XXV. Kiewer Pektorale-2016    | 27. März 2017     | Säulensaal der Kiewer Stadtverwaltung                                                  | „Schuldlos schuldig“ von Alexander Ostrowski, Regie Wiktor Hyrytsch (Kiewer Akademisches Theater des jungen Zuschauers in Lipki) |
| XXVI. Kiewer Pektorale-2017   | 26. März 2018     | Das Kiewer akademische Dramatheater am Podol                                           | „Das Leben liegt vor uns. Ein Roman über eine Rose oder eine nicht-kindliche Geschichte“ von Émile Ajar, Regie Dmytro Bohomasow (Das Kiewer akademische Dramatheater am Podol)                                                                      |
| XXVII. Kiewer Pektorale-2018  | 25. März 2019     | Das Kiewer städtische akademische Opern- und Balletttheater für Kinder und Jugendliche | Coriolanus von William Shakespeare, Regie Dmytro Bohomasow (Nationales Iwan-Franko-Schauspielhaus) |
| XXVIII. Kiewer Pektorale-2019 | 27. März 2020     | Online                                                                                 | Graue Bienen von Andrij Kurkow, Regie Witalij Malachow (Das Kiewer akademische Dramatheater am Podol) |
| XIX. Kiewer Pektorale-2020    | 9. September 1921 | Der Park am Denkmal für Les Kurbas                                                     | — |
| —                             | 2022              | Kiewer Pektorale fand wegen des russischen Überfalls auf die Ukraine nicht statt       | Kiewer Pektorale fand wegen des russischen Überfalls auf die Ukraine nicht statt |

### Weitere Kategorien
- Beste Aufführung für die Kammerbühne seit 2000
- Beste Aufführung des Musiktheaters seit 1994
- Beste Aufführung für Kinder seit 1994
- Beste Theaterregie seit 1993
- Beste Hauptdarstellerin seit 1993
- Bester Hauptdarsteller seit 1993
- Beste Nebendarstellerin seit 1993
- Bester Nebendarsteller seit 1993
- Bestes Bühnenbild seit 1993
- Beste musikalische Gestaltung / musikalisches Konzept seit 1993
- Beste Choreographie seit 1998
- Bestes Debüt von 1993 bis 2001
- Bestes Regiedebüt seit 2003
- Bestes Schauspieldebüt seit 2003
- Bestes Volkstheater seit 2018

## Besondere Auszeichnungen

### Für besonderen Beitrag zur Entwicklung der Theaterkunst
1993
- Serhij Dantschenko, Regisseur
- Danylo Lider, Bühnenbildner
- Bohdan Stupka, Schauspieler

1994
- Wolodymyr Ohloblin, Regisseur
- Fedir Nirod, Bildkünstler
- Olha Kussenko, Schauspielerin
- Wolodymyr Dalskyj, Schauspieler

1995
- Nonna Koperschynska, Schauspielerin
- Petro BIlynnyky, Opernsänger
- Danylo Fedorjatschenko, Direktor des Nationalen Iwan-Franko-Schauspielhauses
- Arkadij Drak, Theaterwissenschaftler

1996
- Mykola Hubenkow, Veranstalter des Theaterworkshops (postum)
- Mychajlo Resnikowytsch, Regisseur
- Mykola Koslenko, Schauspieler
- Borys Kamenkowytsch, Ballettmeister
- Leonid Olijnyk, Theaterpädagoge

1997
- Lew Wenedyktow, Chorleiter

1998
- Wolodymyr Korschun, Schauspieler
- Mykola Duchnowskyj, Bildkünstler
- Oleksij Starostin, Leiter der Theatergruppe

1999
- Malwina Schwidler, Schauspielerin
- Jewhenija Miroschnytschenko, Opernsängerin
- Eduard Mytnyzkyj, Regisseur

2000
- Anatolij Bjelow, Tänzer
- Oleksandr Sehal, Ballettmeister
- Jaroslaw Stelmach, Dramatiker

2001
- Walentyna Mizkewytsch, Leiter der Schauspielertruppe des Nationalen Iwan-Franko-Schauspielhauses
- Alla Spyrydonowa, Journalist
- Serhij Filimonow, Schauspieler

2002
- Lidija Saporoschzewa, Operettendarstellerin
- Stepan Oleksenko, Schauspieler
- Mykola Merslykin, Regisseur

2003
- Hanna Nikolajewa, Schauspielerin
- Ada Rohowzewa, Schauspielerin
- Nina Nowosselyzka, Radiojournalist

2004
- Jewhen Balijew, Schauspieler
- Julija Tkatschenko, Schauspielerin
- Scharl Fojerberh, Figurenspieler des Puppentheaters

2005
- Walentyna Kalynowska, Tänzerin
- Jurij Stanischewskyj, Theaterwissenschaftler
- Eduard Jaworskyj, Komponist

2006
- Ihor Beshin, Theaterschaffende
- Serhij Jefremow, Regisseur des Puppentheaters
- Olena Paltschun, Fernsehjournalist

2007
- Mykola Ruschkowskyj, Schauspieler
- Wiktor Schulakow, Regisseur

2008
- Hanna Pekarska, Schauspielerin

2009
- Iryna Bunina, Schauspielerin
- Walerij Bessarab, Schauspieler

2010
- Jurij Maschuha, Schauspieler

2011
- Anatolij Reschetnikow, der Schauspieler
- Oleksij Kondratenko, Verantwortliche Sekretär des Kiewer Büros des Nationalverbands der Theaterschaffenden der Ukraine

2012
- Walentyna Symnja, Schauspielerin, Theaterpädagogin

2013
- Neonila Bilezka, Schauspielerin

2014
- Bohdan Strutynskyj, Künstlerischer Leiter des Kiewer Nationalen akademischen Theaters der Operette

2015
- Dmytro Tschajkowskyj, Regisseur, Pädagoge, Professor, Verdienter Künstler

2016
- Ninel Bytschenko, Associate Professorin für Theaterkunst an der Kiewer nationale Universität für Kultur und Kunst[15]

### Weitere besondere Auszeichnungen
- Für ein Ereignis in der Kunst im kulturellen Leben der Stadt
- Für die theatralische Innovationen
- Für das beste Kunstprojekt
- Für die Entwicklung der ukrainischen Bühnenkunst im Ausland
- Für die Treue zum Beruf und für die Menschenwürde
- Für die beste Theaterkritik
- Für technische herausragende Leistungen auf dem Gebiet der Bühnentechnik für nicht künstlerisch tätigen Personen
- Sonderpreis